# Нургельды
Нургельды́ (укр. Нурґельді, крымскотат. Nurgeldi, Нургельди) — исчезнувшее село в Сакском районе Республики Крым (согласно административно-территориальному делению Украины — Автономной Республики Крым), располагавшееся на севере района, в степной части Крыма, примерно в 1 километре восточнее современного села Елизаветово.

### Динамика численности населения
| - 1806 год — 139 чел. - 1864 год — 78 чел. - 1889 год — 76 чел. - 1892 год — 67 чел. | - 1900 год — 123 чел. - 1915 год — 43/2 чел. - 1926 год — 37 чел. |

## История
Первое документальное упоминание села встречается в Камеральном Описании Крыма… 1784 года, судя по которому, в последний период Крымского ханства Нюркери входил в Шейхелский кадылык Козловского каймаканства. После присоединения Крыма к России (8) 19 апреля 1783 года, (8) 19 февраля 1784 года, именным указом Екатерины II сенату, на территории бывшего Крымского Ханства была образована Таврическая область и деревня была приписана к Евпаторийскому уезду. После Павловских реформ, с 1796 по 1802 год, входила в Акмечетский уезд Новороссийской губернии. По новому административному делению, после создания 8 (20) октября 1802 года Таврической губернии, Нургельды был включён в состав Хоротокиятской волости Евпаторийского уезда.
По Ведомости о волостях и селениях, в Евпаторийском уезде с показанием числа дворов и душ… от 19 апреля 1806 года в деревне Нур Гелды числилось 19 дворов и 139 крымских татар. На военно-топографической карте генерал-майора Мухина 1817 года деревня Нургельды обозначена с 12 дворами. После реформы волостного деления 1829 года Нургельды, согласно «Ведомости о казённых волостях Таврической губернии 1829 года» отнесли к Аксакал-Меркитской волости (переименованной из Хоротокиятской). На карте 1836 года в деревне 36 дворов, как и на карте 1842 года.
В 1860-х годах, после земской реформы Александра II, деревню приписали к Чотайской волости. В «Списке населённых мест Таврической губернии по сведениям 1864 года», составленном по результатам VIII ревизии 1864 года, Нургельды — владельческая русско-татарская деревня, с 11 дворами, 78 жителями, мечетью и фруктовым садом при колодцах. По обследованиям профессора А. Н. Козловского 1867 года, вода в колодцах деревни была пресная, а их глубина достигала 30—40 саженей (64—85 м). На трёхверстовой карте Шуберта 1865—1876 года в деревне обозначено 14 дворов.
В «Памятной книге Таврической губернии 1889 года», по результатам Х ревизии 1887 года, в деревне Нургельды числилось 14 дворов и 76 жителей. Согласно «…Памятной книжке Таврической губернии на 1892 год», в деревне Нурельды, входившей в Нурельдинский участок, было 67 жителей в 12 домохозяйствах.
Земская реформа 1890-х годов в Евпаторийском уезде прошла после 1892 года, в результате Нургельды приписали к Агайской волости.
По «…Памятной книжке Таврической губернии на 1900 год» в деревне числилось 123 жителя в 9 дворах. По Статистическому справочнику Таврической губернии. Ч.II-я. Статистический очерк, выпуск пятый Евпаторийский уезд, 1915 год, в деревне Нургальды Агайской волости Евпаторийского уезда числилось 7 дворов (5 дворов с землёй, 2 — безземельные) с русским населением в количестве 43 человек приписных жителей и 2 — «посторонних», из которых 22 мужчины и 23 женщины. Жители владели 1110 десятинами удобной земли. В хозяйствах имелось 36 лошадей, 32 вола, 9 коров и 210 голов мелкого скота. Согласно списку 1915 года «…русских подданных из австрийских, венгерских или германских выходцев» землевладельцев, опубликованном в газете «Таврические губернские ведомости» в апреле 1915 года, при деревне Нургельды в семье Майер отец, Христиан Адамович, имел 414 десятин 1840 квадратной саженей земли, а дети Конрад и Розина — по 1 дес., 262 кв. саж.. Штифель Стефан Петрович владел 300 дес., Юнг Петр Карлович — 200 дес..
После установления в Крыму Советской власти, по постановлению Крымревкома от 8 января 1921 года № 206 «Об изменении административных границ» была упразднена волостная система и село вошло в состав Евпаторийского района Евпаторийского уезда, а в 1922 году уезды получили название округов. 11 октября 1923 года, согласно постановлению ВЦИК, в административное деление Крымской АССР были внесены изменения, в результате которых округа были отменены и произошло укрупнение районов — территорию округа включили в Евпаторийский район. Согласно Списку населённых пунктов Крымской АССР по Всесоюзной переписи 17 декабря 1926 года, в селе Нургельды, Отешского сельсовета Евпаторийского района, числилось 10 дворов, все крестьянские, население составляло 37 человек, все русские. На рубеже 1930-х годов в селе было образовано еврейское поселение. После создания 15 сентября 1931 года Фрайдорфского еврейского национального района, село включили в его состав. Вскоре после начала отечественной войны часть еврейского населения Крыма была эвакуирована, из оставшихся под оккупацией большинство расстреляны. Если на километровой карте Генштаба Красной армии 1941 года Нургельды ещё обозначен, то на двухкилометровке РККА 1942 года на его месте малое безымянное поселение. Видимо, опустевшее село после войны не возрождали, поскольку в дальнейшем не встречается.